# Juan Mariano de Goyeneche y Barreda
Juan Mariano Manuel de Goyeneche y Barreda. (Arequipa, Virreinato del Perú, 29 de marzo de 1788 - Arequipa, Perú, 16 de noviembre de 1870). Militar, político y financiero realista peruano. 

## Biografía
Nacido en una prominente familia arequipeña, sus padres fueron el capitán Juan de Goyeneche y María Josefa Barreda. 
Se dedicó primeramente a la carrera de las armas donde alcanzó el grado de coronel de Caballería y comandante general de los Cuerpos Cívicos. Durante las guerras de independencia tomó partido por la causa realista desempeñando el puesto de ayudante de Campo de su hermano el Conde de Guaqui en el Alto Perú durante los enfrentamientos contra los insurrectos rioplatenses. Fue especialmente valiosa su intervención en la célebre Batalla de Guaqui, que se saldó con una rotunda victoria de las tropas españolas.
Proclamada la independencia del Perú en 1821, Juan Mariano permaneció en la tierra donde nació dedicándose a los negocios financieros, mineros, comerciales, agrícolas y ganaderos y administrando las abundantes haciendas y chacras que poseía en la época la Casa de Goyeneche.
Juan Mariano, durante la época virreinal fue miembro de la Sala Capitular de Arequipa, síndico procurador del Cabildo y miembro de la diputación de Arequipa del Consulado limeño, pero tras la independencia del Perú, al ser conocida la adhesión a España de la familia Goyeneche, sufrió la persecución de los patriotas al igual que sus hermanos Pedro Mariano (Oidor de la Real Audiencia de Charcas) y José Sebastián (Obispo de Arequipa). 
El pueblo de Arequipa le eligió Alcalde en tres ocasiones, llegando a ser Prefecto de su Departamento. Fue además Miembro de la Junta Provisional de la ciudad de Tacna.
Juan Mariano participó en varias empresas dedicadas a la exportación de productos peruanos, principalmente lana de vicuña, cacao, estaño, quina y bálsamo. 
Fue además caballero de la Orden de Santiago y comendador de la Orden de Isabel la Católica.

### Descendencia
En 1825 se casó con la dama arequipeña de origen navarro María-Santos de Gamio y Araníbar, hija del acaudalado Bernardo de Gamio y García-Idiáquez. La pareja tuvo cinco hijos que participaron en la Historia del Perú y de España:
- José Manuel de Goyeneche y Gamio, II conde de Guaqui (1831-1893), casado con María del Carmen de Aragón-Azlor e Idiáquez, duquesa de Villahermosa.
- Juan Mariano de Goyeneche y Gamio, III conde de Guaqui (1834-1924), casado con Juana de la Puente y del Risco, VII marquesa de Villafuerte.
- Carmen de Goyeneche y Gamio, I duquesa de Gamio (1835-1916).
- José Sebastián de Goyeneche y Gamio (1836-1900), casado con Valentina de Camacho y Lastres, I marquesa de Casas Novas.
- María Josefa de Goyeneche y Gamio, I duquesa de Goyeneche y I condesa de Gamio (1839-1926).

- Datos: Q3187721